# Rhoud El Baguel
Rhoud El Baguel é uma vila na comuna de El Borma, no distrito de El Borma, província de Ouargla, Argélia. Está localizada 93 quilômetros (58 milhas) a sudeste de Hassi Messaoud e 166 quilômetros (103 milhas) a sudeste da capital provincial Ouargla.